# Château d'Olesko
Le château d’Olesko (en ukrainien : Олеський замок) est la plus ancienne place forte de  l’Ukraine Occidentale (Galicie).

## Historique
Le château a probablement été construit au début du XIVe siècle et a ensuite été agrandi à plusieurs reprises. En 1441, le roi Ladislas III l’a donné au général Jan de Senna. Il a été défendu contre les  Tatars de Crimée en 1442, 1453, 1507, 1512, 1519, 1575 et 1629. L’un des propriétaires du château, Frédéric Herburt (pl), a été tué sous ses murs.

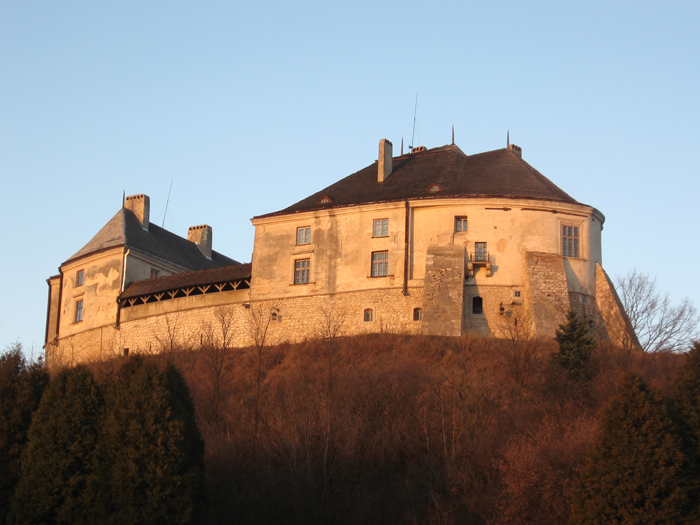
Façade occidentale du château

Le château est probablement mieux connu comme le lieu de naissance du roi Jean III Sobieski dont le père a hérité du manoir de son beau-père. Il passe au début du XVIIIe siècle à la puissante famille des Rzewuski. Il a été endommagé par un tremblement de terre en 1838, incendié à plusieurs reprises, mais a ensuite été restauré.
Le château abrite aujourd’hui une galerie d’art dépendant du musée national de Lviv, avec une importante collection de statues en bois. La collection est considérée comme l'une des plus importantes de l'art polonais en dehors des frontières de Pologne.

## Musée
Un musée, dépendant de la Galerie nationale d'art de Lviv, est situé au château. Il abrite une collection d’art, comprenant notamment des icônes, des objets d'art des XVIe – XVIIe siècles. Également des sculptures, des peintures, des tapisseries, des armes d'époque et des objets utilisés dans la vie quotidienne.

### Galerie

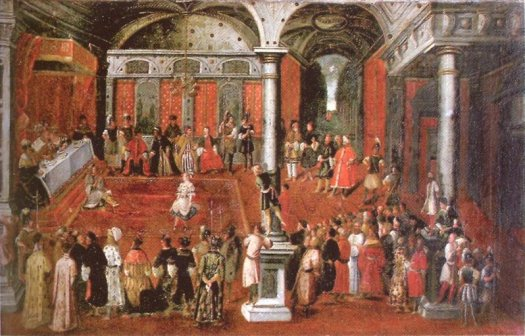
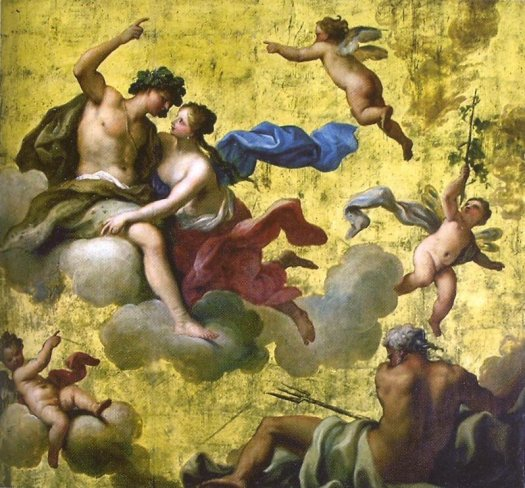
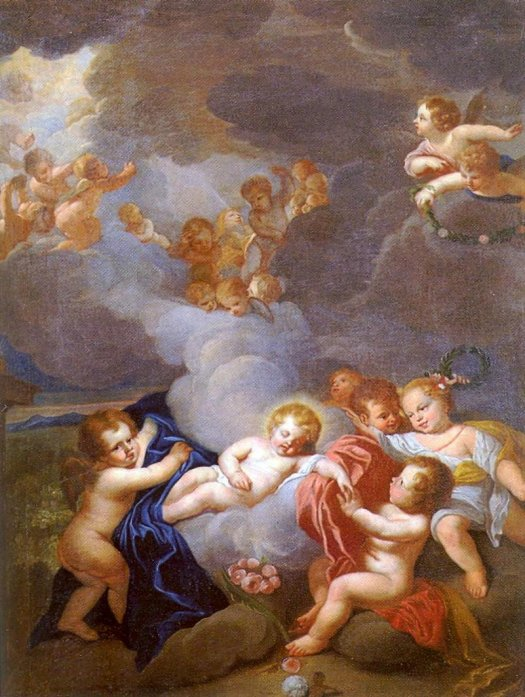
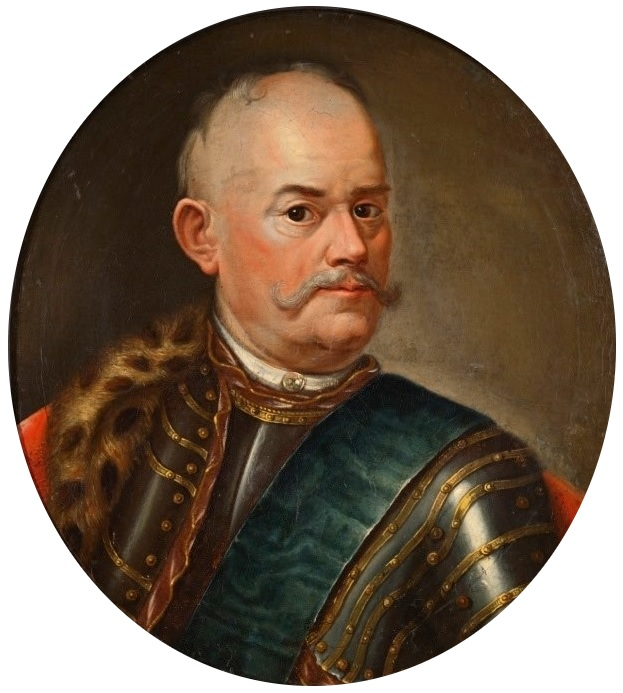